# 台中市公車237路
台中市公車237路目前行駛自豐原轉運中心到大肚車站（華山路）。

## 歷史
- 2013年1月1日：將6543路移撥為臺中市公車237路。
- 2014年5月30日：增設「清泉派出所」。
- 2015年4月30日：增設「崙仔頂」、「一號橋」、「二號橋」，並將「高圓仔」更名為「高圓子」。
- 2015年10月31日：「頂犁份」更名為「頂犁分」。
- 2016年1月4日：「茄投」更名為「茄投奉天宮」。
- 2016年10月16日：配合臺中鐵路高架化第一階段通車，調整行駛動線至「豐原東站」，原「和平街」、「豐原」、「頂街」裁撤。
- 2016年10月24日：「臺中航空站」更名為「臺中國際機場」。
- 2017年3月26日：配合豐原區「向陽路地下道填平工程」道路管制禁止通行，改道為「中正路－三豐路－圓環北路－豐勢路－豐原東站」，改道後行經之既有站位皆停靠。
- 2017年8月20日：「豐原郵局」更名為「臺灣企銀（豐原郵局）」。
- 2017年9月11日：配合豐原區「向陽路地下道填平工程」施作完成，恢復原營運路線行駛。
- 2018年5月16日：增設「中清文化路口」，並將「福樂新城」往豐原方向之站位裁撤。
- 2019年4月1日：「大肚火車站（華山路）」、「沙鹿火車站」分別更名為「大肚車站（華山路）」、「沙鹿車站」。
- 2019年9月21日：配合豐原東站轉運中心興建施工，「豐原東站」下車地點調整至「豐原東站臨時下車站」站牌處(豐陽路150號旁)。
- 2019年10月1日：調整部分班次發車時刻。
- 2021年2月1日：新增237區(豐原東站-麗水)。[2]
- 2021年5月1日：新增「進化宮」站。[3]
- 2023年10月20日：於大雅區增停「中清清泉路口」。
- 2024年3月31日：取消停靠梧棲區「永興橋」站位（往豐原轉運中心方向）。
- 2024年5月10日：梧棲區「永興橋」站位（往豐原轉運中心方向）恢復停靠。
- 2024年11月18日：梧棲區改道行駛，並取消停靠「進化宮」站，新增停靠「中華永興路口」既有站位。

## 路線基本資料

### 主線
全程行車里數約40.4公里，全程行車時間約100分。往大肚車站93站，往豐原轉運中心93站。
本路線自豐原轉運中心起，經豐原區豐陽路、向陽路、中正路、(神岡區)中山路、神岡路、中正路、中山路、和平路、大雅區和平路、中清路五段、沙鹿區中清路六段、中航路一段到臺中國際機場後，再折返回中航路一段、中山路、沙田路、興安路、梧棲區永寧路、中華路一段、中央路一段、龍井區中央路三、二、一段、臨港東路一段、臨港路一段、龍港路、三港路到麗水後，再折返到三港路、護岸路、茄投路、文昌路、大肚區文昌路三、二、一段、沙田路二段、華山路到大肚車站（華山路）。

### 時刻表
- 時刻表僅供參考，請以豐原客運網站公告為準。

| 台中市公車237路平/假日時刻列表 | 台中市公車237路平/假日時刻列表 | 台中市公車237路平/假日時刻列表 | 台中市公車237路平/假日時刻列表 |
| ------------------------------ | ------------------------------ | ------------------------------ | ------------------------------ |
| 豐原轉運中心開時刻             | 豐原轉運中心開備註             | 大肚車站開時刻                 | 大肚車站開備註                 |
| 06:35                          | -                              | 06:20                          | -                              |
| 09:00                          | -                              | 08:25                          | -                              |
| 10:10                          | -                              | 10:50                          | -                              |
| 16:30                          | -                              | 12:25                          | -                              |

### 區間車
全程行車里數待查，全程行車時間約70分。往麗水77站，往豐原轉運中心77站。
本路線自豐原轉運中心起，經豐原區豐陽路、向陽路、中正路、(神岡區)中山路、神岡路、中正路、中山路、和平路、大雅區和平路、中清路五段、沙鹿區中清路六段、中航路一段到臺中國際機場後，再折返回中航路一段、中山路、沙田路、興安路、梧棲區永寧路、中華路一段、中央路一段、龍井區中央路三、二、一段、臨港東路一段、臨港路一段、龍港路、三港路到麗水。

### 時刻表
- 時刻表僅供參考，請以豐原客運網站公告為準。

| 台中市公車237區平/假日時刻列表 | 台中市公車237區平/假日時刻列表 | 台中市公車237區平/假日時刻列表 | 台中市公車237區平/假日時刻列表 |
| ------------------------------ | ------------------------------ | ------------------------------ | ------------------------------ |
| 豐原轉運中心開時刻             | 豐原轉運中心開備註             | 麗水開時刻                     | 麗水開備註                     |
| 11:30                          | -                              | 13:00                          | -                              |

### 收費
- 依里程計費；刷電子票證10公里免費。
- 里程計費說明：
  - 基本里程：10公里。
  - 基本里程票價全票20元、半票11元。
  - 超過基本里程（10公里）計費方式：
    - 全票=[2.431 x 搭乘里程數x （1+5%營業稅）] （四捨五入）
    - 半票=[2.431 x 搭乘里程數x （1+5%營業稅）] x 50% （四捨五入）

  - 兒童、老人、身心障礙者及其陪伴者依規定半票收費。

### 停站
參見右側站牌路線圖。